# Fotografía 51
La Fotografía 51 es el nombre dado a una imagen del ADN obtenida mediante difracción de rayos X en 1951.  Fue una evidencia fundamental para identificar la estructura del ADN. La fotografía fue tomada por Raymond Gosling, entonces estudiante de doctorado supervisado por Rosalind Franklin, mientras trabajaba en el King's College de Londres, en el grupo de Sir John Randall.

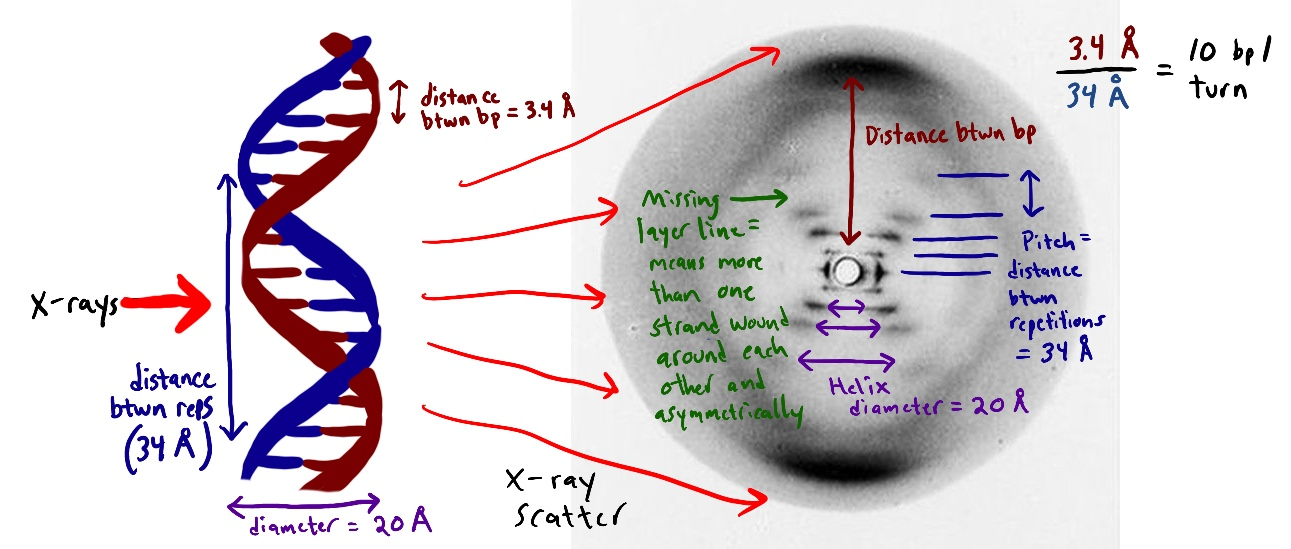
Explicación esquemática de cómo la Fotografía 51 capturó la estructura de doble hélice del ADN.

Maurice Wilkins mostró la fotografía a James D. Watson, al pasar Raymond Gosling bajo su supervisión tras la salida del laboratorio de Rosalind Franklin. Esta fotografía se convirtió en una de las pruebas decisivas que llevó a la confirmación de la estructura doble helicoidal del ADN que había sido postulada a lo largo de 1953 en una serie de cinco artículos publicados en la revista Nature Los artículos de Franklin y Raymond Gosling, ambos en el mismo número de Nature, se convirtieron en las primeras publicaciones de esta imagen clarificada mediante rayos-X del ADN.